# حمام روشناوند
حمام روشناوند مربوط به دوره قاجار است و در شهرستان گناباد، روستای روشناوند واقع شده و این اثر در تاریخ ۱۷ خرداد ۱۳۸۵ با شمارهٔ ثبت ۱۵۶۱۸ به‌عنوان یکی از آثار ملی ایران به ثبت رسیده است.